# 岡村孝子ベスト SUPER BEST 2000
『岡村孝子ベスト SUPER BEST 2000』（おかむらたかこベスト スーパー・ベストにせん）は、岡村孝子の非公式アルバム。1995年11月15日発売。発売元はファンハウス（現・ソニー・ミュージックレーベルズ）。

## 解説
岡村がレコード会社をイーストウエスト・ジャパンに移籍したのち、ファンハウスの企画で発売された非公式セレクション・アルバムの1作。当時、ファンハウスから廉価版で発売されていた『SUPER BEST 2000』シリーズの中のひとつ。

## 収録曲
作詞・作曲: 岡村孝子 M-1・2・3・4・5・7・8・9・10・11・12・13・14
作詞: 来生えつこ・作曲: 来生たかお M-6
編曲: 萩田光雄 M-1・4・7・11・13・14、田代修二 M-2・3・5・9・10・12、船山基紀 M-6、清水信之 M-8
1. 長い時間（5:04）
2. リベルテ（5:15）
3. 夢をあきらめないで（4:42）
4. 夢見る頃を過ぎても（6:11）
5. Believe（5:01）
6. はぐれそうな天使（4:08）
7. TODAY（5:28）
8. 無敵のキャリア・ガール（5:46）
9. ラスト・シーン（4:52）
10. クリスマスの夜（5:06）
11. 電車（5:40）
12. あなたと生きた季節（5:12）
13. Kiss（5:43）
14. 明日への道（5:28）

## 関連作品
初収録作品（数字はトラックナンバー）
- 3rdシングル「はぐれそうな天使」　M-6
- 8thシングル「Believe」　M-5
- 2ndアルバム「私の中の微風」　M-9
- 作品集「Andantino a tempo」　M-3
- 3rdアルバム「liberté」　M-2・3・11
- 4thアルバム「SOLEIL」　M-7・10・12
- 5thアルバム「Eau Du Ciel (天の水)」　M-1
- 6thアルバム「Kiss 〜à côté de la mer〜」　M-13
- 9thアルバム「満天の星」　M-4・8
- 10thアルバム「SWEET HEARTS」　M-14